# Michael Teruel
Michael Teruel (ur. 1 lutego 1970) – filipiński narciarz alpejski, uczestnik Zimowych Igrzysk Olimpijskich 1992 w Albertville.
Najlepszym jego wynikiem na zimowych igrzyskach olimpijskich jest 49. miejsce z Albertville w 1992 roku.
Teruel nigdy nie startował na mistrzostwach świata. 

## Osiągnięcia

### Zimowe igrzyska olimpijskie
| Igrzyska         | Konkurencja | Czas    | Wynik | Zwycięzca            |
| ---------------- | ----------- | ------- | ----- | -------------------- |
| Albertville 1992 | Gigant      | 2:46.84 | 71.   | Alberto Tomba        |
| Albertville 1992 | Slalom      | 2:27.49 | 49.   | Finn Christian Jagge |